# Playa del Norte (Nazaré)

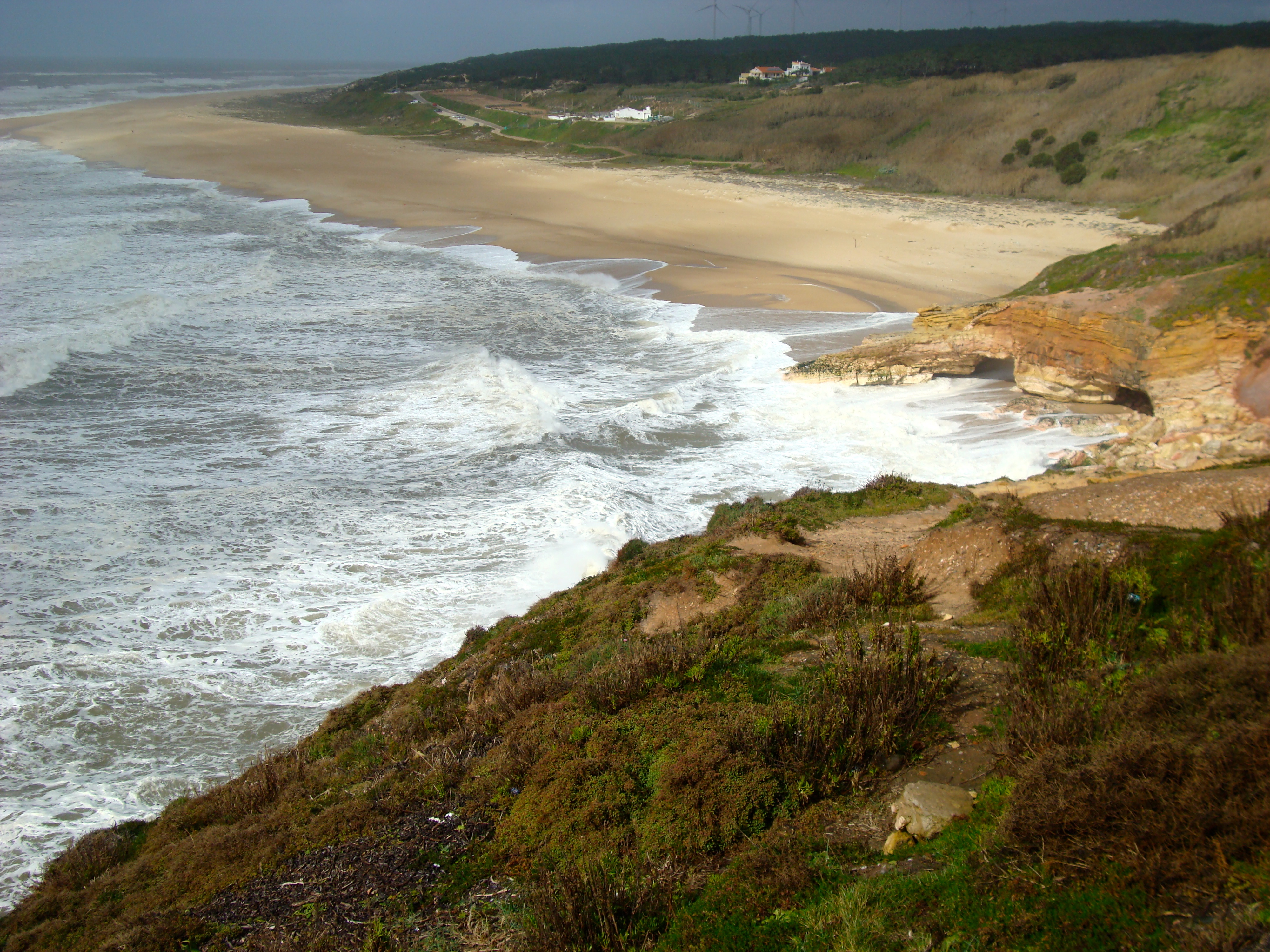
Playa del Norte de Nazaré.

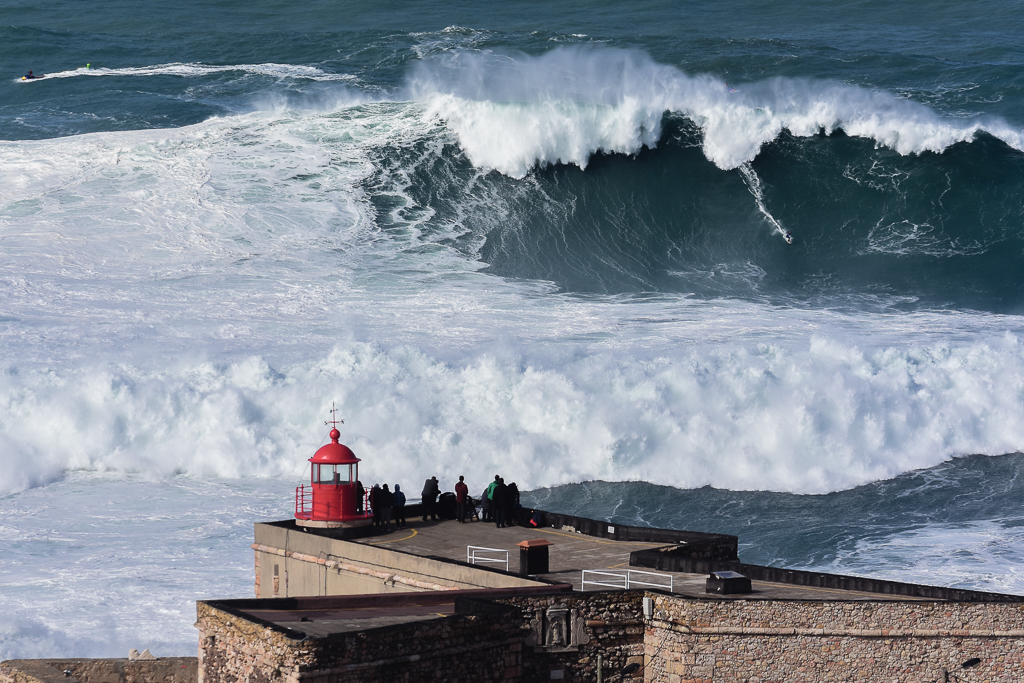
Olas gigantes en la Playa del Norte vistas desde el faro de Nazaré.

La Playa del Norte (en portugués: Praia do Norte) es una playa del municipio de Nazaré, en la región oeste de Portugal, conocida internacionalmente por la formación de olas gigantes. En Nazaré, las olas suelen superar los 15 metros de altura durante el invierno gracias al Cañón de Nazaré, un cañón submarino a menos de un kilómetro de la costa que canaliza la energía de las olas. Es una playa muy ventosa, ideal para practicar bodyboard, surf, kitesurf y windsurf.
Se caracteriza por las grandes olas provenientes del Atlántico (canalizadas por el Cañón de Nazaré). Es una de las rompientes más famosas del mundo, el beachbreak, con fondo arenoso y numerosos picos a lo largo de la playa. Las condiciones ideales se encuentran entre octubre y marzo. Estas olas se caracterizan por sus rampas, triángulos y fuerza. Las corrientes son muy fuertes y peligrosas.
Actualmente se celebran dos campeonatos internacionales: Nazaré Pro (que forma parte del circuito mundial de bodyboarding – APB Association of Professional Bodyboarders), que se celebra en octubre, y el Nazaré Challenge (que forma parte del Big Wave World Tour de la World Surf League), que se celebra entre octubre y febrero. También se celebran otros campeonatos nacionales como el Circuito Regional do Centro, las Etapas do Nacional y el Nacional Esperanças.
Hoy en día, es imposible hablar de Nazaré sin mencionar el récord mundial registrado en el Libro Guinness de los Récords por la ola más grande jamás surfeada, de 24,38 metros, establecido por el brasileño Rodrigo Koxa en Praia do Norte el 8 de noviembre de 2017. También en Praia do Norte, la surfista Maya Gabeira, también brasileña, logró el récord de la ola más grande jamás surfeada por una mujer, de 22,4 metros, en febrero de 2020.
Una imagen satelital de la ola de 30,9 metros del 29 de octubre de 2020 fue captada por el satélite Landsat 8 el mismo día en que, según se informa, un surfista surfeó una ola récord en la zona.